# 7073 Rudbelia
7073 Rudbelia è un asteroide della fascia principale. Scoperto nel 1972, presenta un'orbita caratterizzata da un semiasse maggiore pari a 2,2940687 UA e da un'eccentricità di 0,1760669, inclinata di 4,63524° rispetto all'eclittica.